# メディア王国

メディア王国

メディア王国の紀元前600年頃の領域（緑）と他の四大国（黄緑）。

メディア王国（メディアおうこく、Media、古代ギリシャ語: Μῆδοι, Mêdoi、古代ペルシア語: 𐎶𐎠𐎭, Māda、アッカド語：Mādāya）はかつて存在した古代イランの王国である。
メディア地方は現在のイラン北西部、ハマダーン周辺を中心とする地域であり、前1千年紀にはインド・ヨーロッパ語を話す人々が居住するようになっていた。この中からメディア人と呼ばれるようになる人々が登場する。メディア人は当時の西アジアの大国アッシリアの記録で初めて歴史に登場し、前612年頃のアッシリアの滅亡の後には新バビロニア、エジプト、リュディアと共に古代オリエント世界の大国を形成したと言われている。
主としてヘロドトスなどギリシア人作家の記録によってメディアの歴史が伝えられているが、メディア人自身による歴史記録が存在せず、考古学的調査も不十分であるため、その実態についてわかっていることは少なく、実際に「王国」と呼べるような組織として成立していたのかどうかも定かではない。前550年にハカーマニシュ朝（アケメネス朝）のクル2世（キュロス2世）によって破られその帝国に組み込まれたと考えられるが、メディア人の制度・文化は後のイラン世界に大きな影響を残したと想定されており、また地名としてのメディアは後の時代まで使用され続けた。

## 名称と語源
メディアという現代の名称はギリシア語の史料に登場するメーディアー（Μηδία / Mēdía）に由来する。古代ペルシア語ではマーダ（Māda）という語形でハカーマニシュ朝（アケメネス朝、前550年頃-前330年）時代の碑文に登場する。
元々の語義は不明であり、名称の由来についても確実な説はない。ポーランドの言語学者ボイチェフ・スカルモフスキはマーダという語はインド・ヨーロッパ祖語の*med(h)（「中心」、「中央に位置する」の意）に関連しているとしている。彼の推定は同様の意味を持つ古インド語（サンスクリット）のmddhya-、アヴェスター語のmaidiia-を参考にしたものである。一方、ロシアの歴史学者ディアコノフはメディア（マーダ）がインド・ヨーロッパ語に由来するかどうかはっきりしないとしている。
ヘロドトスが伝える古代ギリシアの伝説ではメディアという名称は人名から来ている。
メディア人部隊もペルシア人と同じ装備で遠征（引用注：ペルシア戦争）に加わった。もともとこの装備の様式はメディアのものであって、ペルシアのものではない。メディア人を指揮するのは、アカイメネス家の一族なるティグラネスであった。メディア人は昔からもアリオイ人の呼称で呼ばれていたが、コルキスの女メディア（メーデイア）がアテナイを逃れてこのアリオイ人の許へきてから、この民族もその名を変えたのである。これはメディア人自身が自国名について伝えているところである。—ヘロドトス、『歴史』、巻7§62
ここに登場するアリオイ人はいわゆる「アーリヤ人（アーリア人）」に対応する名称であり、元来はメディア人のみならずイラン高原に住む諸族の通称である。しかし、語源とされる人物メディアはギリシア神話に登場する魔女であり、アテナイ王アイゲウスの妻だったが継子テセウスを殺害しようとして失敗しアリオイ人の下へ逃れたとされている。このため、ヘロドトスの伝える伝説は名称の類似に依ったギリシア人による創作と考えられ、メディア人自身の伝承であるという彼の証言も疑わしい。
また、バビロニアの史料ではメディアは時にウンマン＝マンダと呼ばれている。

## 地理

### 古代の「メディア」
古代においてメディア（アマダイ / Amadai、マダイ / Madai）と呼ばれた範囲の輪郭は曖昧である。この地名は前9世紀のアッシリアの文書において初めて登場する。楔形文字文書におけるメディアはザグロス山脈地方を指す用語としてペルシアの傍らで頻繁に使用されているが、アッシリアから見たメディアが遥か東の遠隔の地であったために、アッシリア人が具体的にどの地域を「メディア」として認識していたのかを理解することは困難なものになっている
手掛かりとなるのは、ヘロドトスによってメディアの首都とされるエクバタナという都市と、アッシリアの記録でたびたびメディアと共に登場するハルハル（Ḫarḫar）という地名である。エクバタナはアッシリアの記録には登場しないが、この町が現在のイラン領ハマダーン州の州都ハマダーン市にあたることが特定されており、ヘロドトスによればその創建はアッシリア時代まで遡る。故にハマダーン周辺の地域は「メディア」であったと見ることができる。ハルハルはメディアの西側境界に位置する町で、アッシリアの記録では度々メディア遠征時の経路として登場している。その位置は現在のニハーヴァンド地方とも、サナンダジュ地方とも言われ、ザグロス山脈中央部西側のホラーサーン・ロードからさほど遠く無い場所に位置していたと考えられる。アッシリア王サルゴン2世の6度目の遠征においては、アッシリア軍はハルハルから進発してメディアの都市ザクルティ（Zakruti ）へと進んでいる。ザクルティはマヒダシュトのやや東、恐らくはベヒストゥン（ビーソトゥーン）地域に位置すると見られ、当時（前8世紀末）メディアの西側の境界を成す都市であったと予想される。また、アッシリア人から見た「メディア」は、北側でマンナエと隣接しているという記録があり、南側はエリピ（Ellipi）と隣接しているとされている。しかし、それぞれの具体的な境界の位置はわからない。そしてアッシリアの記録に登場する「ビクニ（Bikni）」という山の同定がその（アッシリア人の知識における）東の境界を定義する。この山は「ラピスラズリ山」とも呼ばれており、恐らくアッシリアによるメディア遠征における最遠の到達地点であった。このビクニ山はかつてはダマーヴァンド山に同定されていたが、より最近の研究ではアルヴァンド山と見るべきと考えられている。アルヴァンド山がビクニ山であるという仮定が正しければ、アッシリア人が征服した（知っていた）「メディアの地」は実際の「メディア」のうち、ハマダーンよりも西方の地域に限られていたと思われる。これらの情報から、アッシリアから見た「メディアの地」はホラーサーン・ロード沿いの、現在のケルマーンシャー州マヒダシュトとアルヴァンド山の間であったと見られる。

### 現代の「メディア」
現代では、このメディアという名称は古代のイラン高原北西部を指す歴史地理的用語として歴史学者に用いられている。しばしば実際に「メディア」という地域、あるいは名称が誕生するよりも以前の時代に対しても使用され、概ね西はザグロス山脈、北はアラス川とアルボールズ山脈、東はカヴィール砂漠、南はイラン高原の中央部へ向かって流れる川の河谷に沿った線で区切られた領域を指す。

## 歴史

### メディア人の登場
メディア人は古代イランに登場するインド・ヨーロッパ語族のインド・イラン語派の言語（メディア語）を使用した人々である。ある時期にイラン高原に侵入し、その北西部（現代のハマダーン州）周辺の地域に定着したとされる。イラン高原にはメディア人の到来以前にフルリ人や「グティ人」等、様々な言語を話す住民が居住していた。ここにインド・ヨーロッパ語を話す人々がいつ、どのように定着したのか明らかではないが、遅くとも前2千年紀の中頃までにはイラン高原に到達していた。彼らの中からメディア人やペルシア人など、後世のイラン世界の基層を成す人々が登場する。現在知られる限り、メディア人の言語であるメディア語は筆記言語として使用されなかったため、彼らの歴史についての記録はギリシア人の文筆家（特にヘロドトス）による記録や『旧約聖書』における言及、そしてアッシリア人が残した断片的な楔形文字文書に限られ、その姿は曖昧な形でしかとらえることができない。
「メディア」という固有名詞が文書史料上に初めて登場するのは前835年または前834年のことである。アッシリア王シャルマネセル3世（在位：前859年-前824年）の黒色オベリスクに残された碑文によれば、この時シャルマネセル3世はアマダイ（Amadai）からハルハル（Ḫarḫar）という土地に攻め入った。このアマダイはメディアを指す。前8世紀以降、メディアはアッシリアにとって重要な敵となり、アッシリア王たちはメディアに対して攻撃を繰り返した。およそ100年後のティグラト・ピレセル3世（在位：前745年-前727年）の記録においてもマダイ（Madai）を攻撃し略奪したことが記されている。
シャルマネセル3世とティグラト・ピレセル3世の間のアッシリア王たちもメディアへの遠征を行ったことが年名などの記録からわかるが、史料の欠乏により詳細は不明である。
同じ頃にメディアと共に近傍のマンナエやペルシア（パルスア）がアッシリア人の記録に登場するようになる。ペルシア人の登場はメディア人よりやや早いが、これをもってペルシア人のイラン高原への到来がメディア人に先行するものであると見ることはできない。アッシリア人の記録を正しいものと仮定するならば、当時ペルシア人はオルーミーイェ湖（ウルミヤ湖）の西から西南にかけて、メディア人はその東南（現代のイラン・ハマダーン州周辺）にいたことになる。ハマダーン州のエクバタナ（ハグマターナ、「集会所」の意、現在のハマダーン市）は後のメディア王国の首都とみなされる。ただしアッシリア人が語るパルスアやアマダイ（マダイ）は必ずしもペルシア人やメディア人という特定の集団を指すものではなく、前9世紀頃から「ペルシア人」や「メディア人」が居住していた地域そのものを指すと考えられる。

### アッシリアの支配とメディア
ティグラト・ピレセル3世の攻撃は前744年と前737年に行われ、アッシリア軍は「メディアの最も僻遠の地」にまで到達し「塩の荒野の境」と「ビクニ山の際に」までに至るメディアの諸都市の支配者たちに臣礼を取らせた。彼はイラン北西部からシリア・フェニキアへと6,500人を強制移住させ、逆にシリアからはアラム人をイラン高原に移住させたとしている。そしてビート・ハンバン（Bit Ḫamban）とパルスア（ペルシア）をアッシリアに併合し、総督と駐屯軍を置いたという。
前8世紀の末、アッシリア王サルゴン2世（在位：前722年-前705年）は前716年に新たなアッシリアの州としてハルハルとキシェシム（Kišesim）を設置し、メディア西部がそれに加えられた。これらの州はその後、カール・シャルキン（Kar-Šarrukin）とカール・ネルガル（Kar-Nergal）と改名され、メディアの支配を拡大するために強化された。
この頃、アッシリアの北方の大国であったウラルトゥの王ルサ1世はアッシリア攻撃のために周辺諸部族との同盟を試みた。この時ウラルトゥに同調した王の名前としてダイウックというメディア人の名前が登場する（ただし、彼はマンナエの王国の半独立的地方的支配者として登場する）。しかし前715年に始まったルサ1世によるアッシリア攻撃は失敗に終わり、ダイウックもまた捕虜となってシリアに送られた。このダイウックはヘロドトスの『歴史』に登場するメディアを統一した王デイオケスに相当するという見解がある。もしもこの同定が正しく、ヘロドトスの見解が信頼できるとするならば、ダイウック（デイオケス）は公正な裁判によって名望を高め、メディア人諸部族の推戴を受けて初めて統一されたメディアの王となった人物である。ヘロドトスによればデイオケスは首都エクバタナを建設して七重の城壁を張り巡らし、独裁権を確立したとされているが、アッシリアに対する敗北は記録されていない。
新たに設置されたアッシリアの東方新属州では反乱が絶えず、サルゴン2世は前708年に再度の遠征を行ったものの、メディアに対する安定的な支配を確立することはできなかった。キンメリア人やスキタイ人の侵入を受けてアッシリアの北部国境が不安定化すると、アッシリア王エサルハドン（在位：前681年-前669年）はこの問題に対処するべくイラン北西部地方への遠征を行い、前679年から前677年にかけてイシュパカイア（Išpakaia）というリーダーに率いられたマンナエ人とスキタイ人を打ち破った。この時の遠征ではメディアも奥深くまで攻撃を受け、メディアの首長2人も家族もろともアッシリアへと連行された。ダイウック、あるいはデイオケスの業績をどのように評価するかどうかは別として、当時のメディア人が多くの首長を持っていたことはエサルハドンの記録によってわかる。エサルハドンによるこのメディア攻撃の直後、パルタック（Partakku）のウピス（Uppis）、パルトゥッカ（Partukka）のザナサナ（Zanasana）、ウルカザバルヌ（Urukazabarnu）のラマタイア（Ramataia）という3人のメディアの首長が隣国との戦いのためにエサルハドンに支援を求めている。このうちラマタイアは前672年にエサルハドンが王太子アッシュルバニパルに対する忠誠の条約（いわゆるエサルハドン王位継承誓約）を臣下や属国の君主たちに結ばせた際、その調印者の一人として登場している。
一方で同じ前672年には同盟諸国と共にアッシリアに反乱を起こしたメディア人の首長たちもいた。アッシリアの記録によればこの時反乱を起こしたのはキシェシム州（Kišesim）のサグバト（Sagbat）にある都市カール・カッシ（Kār-kašši）の「市長（city lord）」カシュタリティ（Kaštariti）、サパルダ（Saparda）の支配者ドゥサンナ（Dusanna）、メディアの「市長」マミティアルシュ（Mamitiaršu）の3名で、特にカシュタリティが首謀者とみなされている。この反乱は成功したものと見られ、前669年（この年エサルハドンは死亡した）の文書ではメディアはウラルトゥ、マンナエなどと共に独立した勢力として言及されている。アッシリア人が彼に「市長」以上の称号を付与して記録したことは無いが、カシュタリティはメディア人の統一的な政治勢力を形成した可能性がある。この頃のカシュタリティによるアッシリアへの攻撃はもはや略奪的な襲撃に限られず、アッシリアの要塞に対する包囲が行われるようになっていた。これはメディア人たちがアッシリアやウラルトゥ、あるいはエラムによる訓練を受けた経験があったことを示すかもしれない。
同じ時期にマンナエ人もアッシリアの北方で勢力を拡大したが、アッシリア王となったアッシュルバニパルはマンナエを攻撃し制圧した。マンナエ人はその後メディア人の勢力拡大を恐れ、アッシリアの滅亡までアッシリアの同盟国として行動した。アッシリアの記録におけるメディアについての最後の情報は前658年頃、アッシリアに背いたメディアの首長ビリシャトリ（Birišatri）を捕らえたというものである。

### メディア「王国」の勃興と拡大

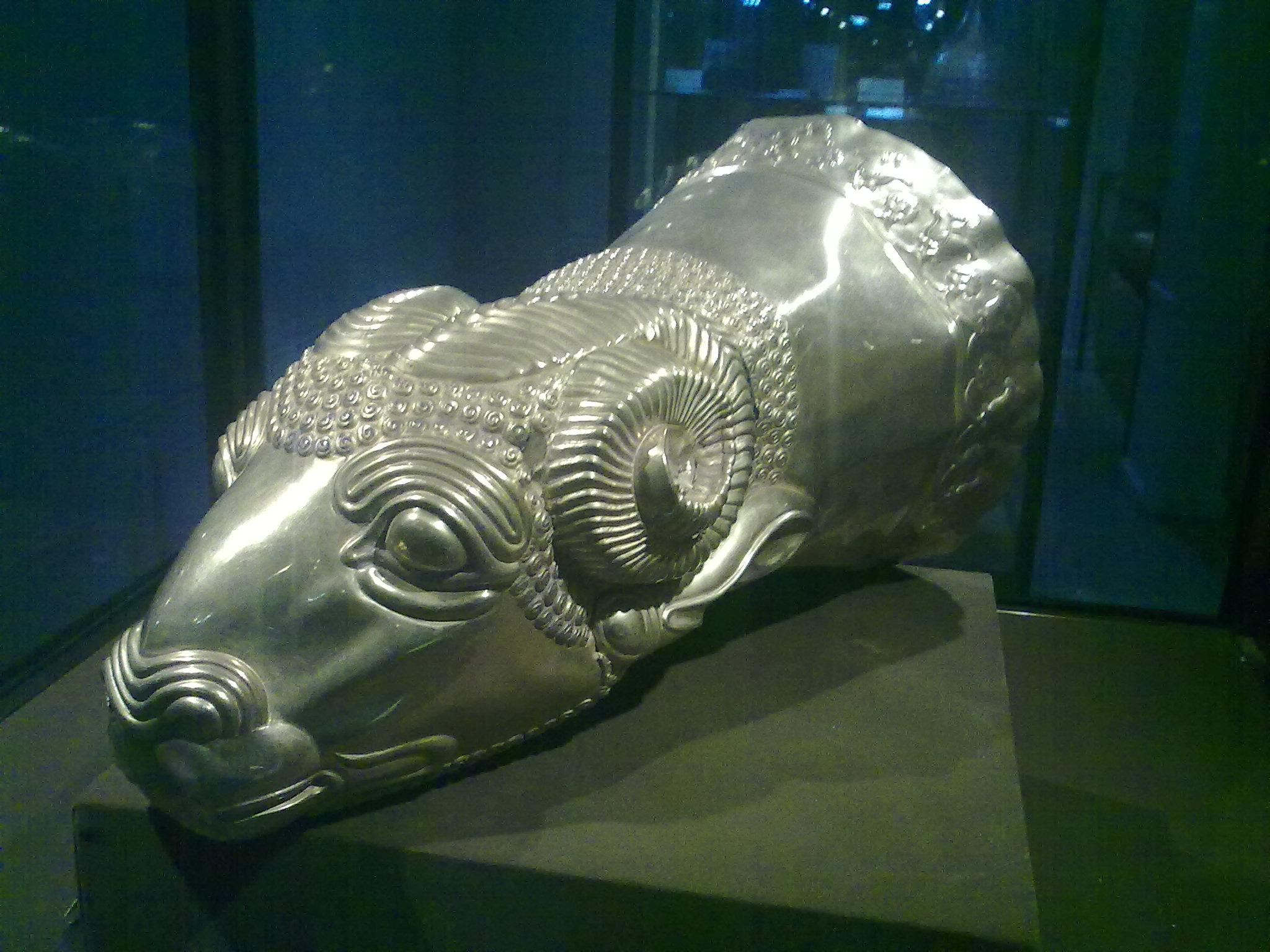
メディアで発見された羊頭を象ったリュトン。前7世紀後半から前6世紀初頭

メディアの王国は前7世紀半ばまでにはエラム、ウラルトゥ、マンナエ、そしてアッシリアとも競合可能な勢力となっていた。前7世紀半ば以降、アッシリアはもはやメディアへの遠征を行わなくなっている。前7世紀前半にメディアにとってアッシリアと並ぶ深刻な脅威となっていたのはウラルトゥであったが、この頃にウラルトゥの東方領土にあった主要な拠点全てが破壊と炎上に見舞われ放棄されている。ウラルトゥ東方の拠点を破壊できるような勢力は当時メディア人しか存在しなかったため、この一連の破壊はメディア王国の拡張の証であるかもしれない。恐らくウラルトゥの撃破に成功した後、メディア人はペルシア（パルスア、当時のペルシア人は現在のイラン、ファールス州周辺に移動していた）人の征服に取り掛かった。前640年代、アッシリアによるエラム遠征が行われ、当時エラムのアンシャンを支配していたペルシア人の王クル1世は、アッシリア王アッシュルバニパルに貢納を行い人質として息子をアッシリアに差し出していた。メディア人によるペルシア攻撃はこの直後頃に始められたと見られる。
こうしたメディア王国の勃興・拡大の時期はアッシリアの記録による言及が途絶え、メディア人自身による記録もないために、その歴史を同時代史料によって復元することはできなくなっている。当時について証言する史料はギリシアの著作家たち、取り分け完全な形で残されているヘロドトスの『歴史』（前5世紀）と、クテシアスの散逸した歴史書『ペルシア史』の断片や抄録が中心となる。しかしながらヘロドトスもクテシアスも空想的な説話の採用、物語的な語り口が後世批判された人物であり、また両者のメディア史についての記述は多くの点で（王名すらも）一致しない。それでもヘロドトスの方の記録はある程度の信頼性を認められているが、彼の情報源がメディア王国の勃興から2、300年後の伝承にのみ基づいている点には常に留意する必要がある。
ヘロドトスの記録では、ペルシアの征服という業績は初代王であるデイオケスの息子フラオルテスに帰せられている。このフラオルテスはメディア人の「市長」カシュタリティ（フシャスリタ）に対応するかもしれない。既に述べたようにカシュタリティはアッシリアに対する反乱を成功させており、恐らくは独立したメディア人の「王国」を形成することに成功した人物である。しかしメディアの一部はなおアッシリアの支配下に残されており、カシュタリティ（フラオルテス）によって率いられた独立したメディアの領域は正確にはわからない。特に東側と南側においてどこまで広がっていたのかは、ヘロドトスの語る内容の事実性を含め全く知る術がない。少なくともアッシュルバニパルの即位前に書かれた忠誠の誓約（エサルハドン王位継承誓約文書）において元来メディアの王国はペルシアはおろかメディア全体を含んでいなかったことが示されている。
とはいえ、前8世紀以来メディアに割拠していた独立的な小勢力は、前615年頃までにはその多くが「王国」に統合され、その支配者たちは宮廷の「貴族」となっていったであろう。ヘロドトスは建国者デイオケスが元来同等者であった他の貴族に対して自分が卓越した存在であることを認識させようと策を巡らしたことを記しているが、ディアコノフはこの説話をメディアの王とかつて同格であった君主たちが、王に依存する「貴族」へと変質していく過程を写したものとして参照している。

### アッシリアの内戦とスキタイ人
前652年、アッシリア支配下におけるバビロン（バビロニア）の王であったシャマシュ・シュム・ウキンがアッシリア王アッシュルバニパルに対して反乱を起こした（両者は兄弟であった）。この反乱においてシャマシュ・シュム・ウキンはアッシリア周辺の諸勢力を味方に引き入れてアッシュルバニパルに対抗しようとした。アッシュルバニパルは後にシャマシュ・シュム・ウキンに与した勢力として3つのグループを挙げている。第一にアッカド人・カルデア人・アラム人（即ちバビロニアの住民）、第二にエラム人、そして第三にアムル人・メルッハ・グティ人である。当時既にアムル人やメルッハ、グティ人は遠い過去の存在であり、この呼称は中世ヨーロッパにおいてフランスをローマ帝国時代の呼称でガリアと呼んだような、あるいはビザンツ帝国が周辺の異民族をフン族やスキタイ人という古い呼称で呼び続けたのと同じような、一種の文学的な表現である。「アムル人」はシリア・パレスチナ地方の人々、「メルッハ」はアフリカを、そして「グティ人」はアッシリアから見て東方の山岳地帯の住民を指したと見られる。当時アッシリアの東方に未だ存在していた勢力はメディアのみであったため、この「グティ人」をメディア人と理解することができるであろう。
アッシュルバニパルは前648年にシャマシュ・シュム・ウキンを打倒した。この反乱におけるシャマシュ・シュム・ウキンの破滅はアッシュルバニパルの年代記において詳細に記録されているが、「グティ人」（メディア人）については彼に与したこと以外言及がない。これはシャマシュ・シュム・ウキンの反乱におけるメディア人との戦いはアッシリアが直接従事したのではなく、スキタイ人の手によったためであるかもしれない。この推測はヘロドトスの記録から導き出せる。ヘロドトスはメディア王フラオルテスが「同盟国が離反して孤立していた」アッシリアを攻撃したものの戦死したこと、さらにその息子キュアクサレスが父親の仇を討つため、アッシリアの首都ニネヴェ（ニノス）を包囲した際、スキタイ人の王マデュエスの攻撃を受け敗れたことを伝えている。アッシリアとの戦いにおいてメディア軍が打ち破られ、メディアの王が戦死していれば、それがアッシリアの年代記で言及されないことは想定し難く、フラオルテスの死後、メディア人がニネヴェを包囲している最中にスキタイ人の攻撃を受けたというヘロドトスの伝える時系列は誤りである可能性が高い。しかし、基本的な事実についてヘロドトスの記述に従うならば、フラオルテスの死とスキタイ人の侵入の間の時間的隔たりは大きくはなく、同時代の出来事であることは明らかである。
この時、スキタイ人は小アジアとトランスコーカサス地方に覇権を打ち立て、その後間もなくウラルトゥとマンナエもその影響下に置いたが、ウラルトゥやマンナエと共に、メディアの王国もスキタイ人の覇権の下で存続した。スキタイ人の支配は恐らく略奪と貢納品の取り立てに終始しており、組織的な国家体系を構築することはなかった。ヘロドトスによれば、スキタイ人によるメディア人の支配は28年間続いたが、キュアクサレスの計略によってスキタイ人を打倒し独立を取り戻すことに成功したという。

### アッシリアの滅亡とメディア「王国」

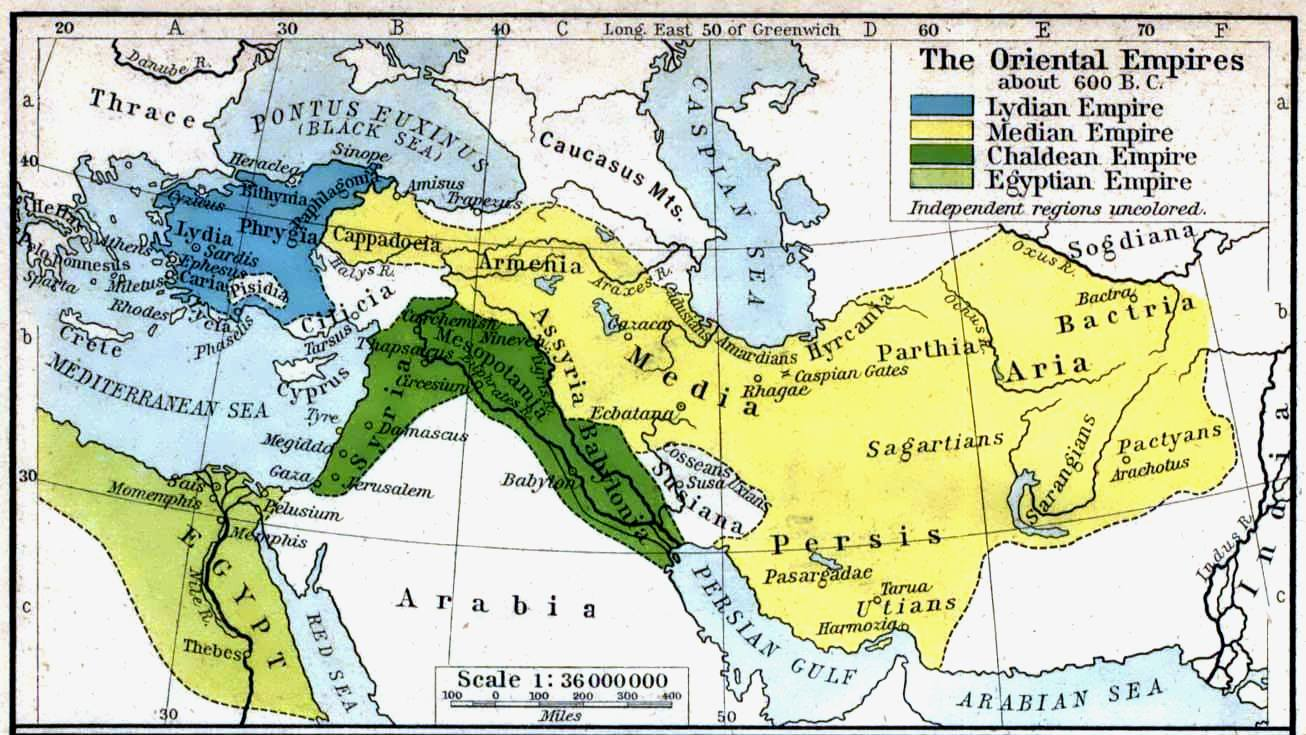
メディア王国（黄色） 紀元前600年ごろの版図を示したもの。首都エクバタナ（現在のハマダーン州ハマダーン）は地図中央、ティグリス川・ユーフラテス川河口とカスピ海のほぼ中間の位置に建設された

前626年頃、アッシリア支配下のバビロニアでカルデア人ナボポラッサル（ナブー・アパル・ウツル）が反乱を起こし、前616年までにバビロニアを完全に制圧して独立勢力を築くことに成功した（新バビロニア）。ナボポラッサルの反乱で弱体化したアッシリアに対し、メディアもまた攻撃をかけた。前615年11月、キュアクサレスの指揮の下、メディアはアッシリアの属領であったアラプハ（現：イラク領キルクーク）に侵攻し、アッシリアの同盟国であったマンナエも征服した。前614年にはアッシリアの首都ニネヴェ近郊のタルビスを占領し、ニネヴェ自体も包囲したがこの都市の占領には失敗した。同年、メディアはアッシリアの古都であり「宗教」とイデオロギーの中心であったアッシュル市を占領した。アッシュル市をメディア軍が占領した後、ナボポラッサル率いるバビロニア軍もアッシュル市に到着した。なお、彼も前年春にアッシュル市の城壁にまで迫っていたが、この都市を占領することはできなかった。このためアッシュル攻略自体にはバビロニア軍は直接関与していない。この地でキュアクサレスとナボポラッサルは「互い平和と友好を約した」。ここでキュアクサレスの孫（アステュアゲスの娘）アミティス（Amytis）とナボポラッサルの息子ネブカドネザル（2世、ナブー・クドゥリ・ウツル）の結婚も恐らく決定され、両国の外交関係の強化が図られた。
前613年、ナボポラッサルに対する反乱がスフ（Suhu）で発生し、たちまちバビロニア全域に広がった。メディアとの同盟関係はナボポラッサルがこの危機を乗り切る上で大きな役割を果たした。翌、前612年にメディアとバビロニアの連合軍はニネヴェの城壁に到達し、この都市を攻略して事実上アッシリアを滅亡させた。公式な意味での最後のアッシリア王シン・シャル・イシュクンは一般にこの戦いで死亡したと考えられている。この攻略はメディアが中心的な役割を果たし、多くの戦利品を獲得した。アッシリアの残党は西方のハッラーンに集結し、アッシュル・ウバリト2世の下でなお事態の挽回を図ったが、ここでの戦いにメディアが関与したかどうかは史料上明らかではない。
アッシリアの旧領土はメディアと新バビロニアによって分割された。両国の境界がどこにあったのかは議論があり、近年までアッシリア滅亡後のメディアはアッシリアの中核地帯（アッシュルの地）のティグリス川東岸とハッラーン地域を制圧していたという見解が一般的であった。この見解は現在再検討されており、アッシリアの中核地帯とハッラーンは前609年以来新バビロニアの支配下にあったと考えられている。いずれにせよ、国境を巡るメディアと新バビロニアの間の直接的な争いは記録されていないが、両国の関係はアッシリア滅亡後明らかに悪化しており、メディアと新バビロニアそれぞれの反乱分子は状況が悪化すると互いの国へと亡命するようになった。
また、『旧約聖書』「エレミヤ書」の記載からはアッシリア滅亡後、ウラルトゥ、マンナエの地、スキタイの王国がメディアの支配下にあったこと、そして総督と共になおも複数の「メディアの王」がいたことが読み取れる。ヘロドトスはメディア王国の構造を「メディア支配の時代には、諸民族が互いに支配し合ってもいた。メディア人が全体の支配者ではあるが、直接には彼らの最も近くに住む民族だけを支配するのであって、この民族がその隣りの民族を、そしてまたこの民族がその隣接民族を支配するといったやり方であった。」と述べており、これが複数の「メディアの王」の実態であるかもしれない。
明確な境界や支配の実態は明らかでないにせよ、アッシリア滅亡後のオリエント世界には4つの大国が残されることになったとされている。直接アッシリアを滅ぼしたメディアと新バビロニア、そして一時アッシリアに支配されていたものの独立を回復したエジプト、アナトリア西方のリュディアがそれにあたる。キュアクサレスはその後さらに勢力を拡張しようと試み、リュディアを攻撃したものと考えられる。メディアとリュディアの戦争は5年間続いたが決着がつかず、ハリュス川での戦闘（日食の戦い）中、日食が発生したことで両軍が恐れおののいたことで和平の機運が高まったという。そしてバビロニアとキリキアの仲介で、同川を国境としキュアクサレスの息子アステュアゲスとリュディア王アリュアッテスの娘アリュエニスの婚姻が決定され、講和を結んだとされる。これが事実とすれば、この日食は前585年5月の出来事である。
メディアの勢力は東方でも拡大した。東方におけるメディアの勢力拡大はギリシア人の著作家の間接的な証言によってのみ知ることができる。メディアについて言及するほぼ全てのギリシア人の歴史家が、メディアの勢力がメディアの遥か向こう側（東側）まで広がっていたことを証言している。ただし、征服がいつ行われたのか、それを実施したのはどの王であったのかなど、確実なことはわからない。ヘロドトスによれば、後にペルシア（アンシャン）の王キュロス2世がメディアに反旗を翻した時、中央アジアの遊牧民マッサゲタイとバクトリアの制圧を必要としたことから、これらの地域までメディアの勢力が及んでいたと見られる。当然のことながら、これはバクトリアなどとメディアとの間にある地域、ヒュルカニア、パルティア、アレイアもメディアの支配下にあったことを示すであろう。アルメニアもまたメディアの下にあったと見られる。

### メディアの滅亡とハカーマニシュ朝

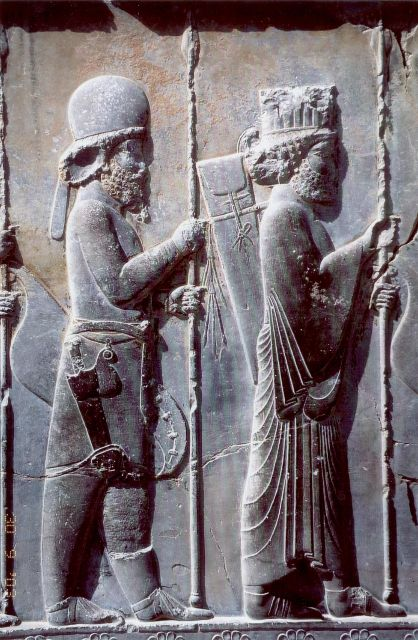
ペルセポリスの浮彫に描かれたペルシア人兵士（右）とメディア人兵士（左）。前5世紀。

前585年にキュアクサレスは死亡し、その息子アステュアゲスが王位を継いだ。アステュアゲスの長い治世はメディア支配下にあったペルシア（アンシャン）の王キュロス2世（クル2世）の反乱と関連付けて記憶されている。メディアに対するペルシアの反乱については主にヘロドトス、バビロニアの年代記、バビロニア王ナボニドゥスの夢文書（Dream Text）という3つの史料に記録が残されている。これらは相互の情報に整合性がない場合もあるが、大筋においては合致する）。
ヘロドトスの記録は明らかにメディアの口承伝承に基づいており、あらすじは以下のようなものである。メディアの王アステュアゲスは娘のマンダネが放尿して町中に溢れ、アジア全土に氾濫するという夢を見た。夢占いの係からこれがマンダネの産む子供がアステュアゲスに代わって王となるという不吉な夢であることを確認したアステュアゲスは、マンダネをメディア人の有力者と結婚させることを避け、彼女が年頃になるとカンビュセス（カンブージャ）という名前のペルシア人と結婚させた。ところが、結婚の後にもマンダネの陰部からブドウの樹が生え、アジア全土を覆うという夢を見たため、妊娠中だったマンダネを呼び戻し厳重な監視下に置いた。やがてマンダネが息子キュロス（クル）を生むと、アステュアゲスはこの赤ん坊の殺害を配下のハルパゴスに命じたが、ハルパゴスは自らの立場を危ぶんで実行をたらい回しにし、紆余曲折の末キュロスは牛飼いの夫婦の下で育つことになった。牛飼いの夫婦には死産した子供がおり、この子供とキュロスを入れ替えて追及をごまかした。やがてキュロスが成長して死んだはずのマンダネの息子であることが発覚すると、アステュアゲスはハルパゴスが命令を実行しなかったことに怒り、ハルパゴスの息子を殺害してその肉をハルパゴスに食べさせ、キュロスの方は体裁を取り繕って彼をペルシアのカンビュセス1世の下に送り出した。やがてキュロスが長じて才覚を見せると、ハルパゴスはキュロスに取り入ってアステュアゲスに復讐しようと、メディアにおける反乱をお膳立てし、ハルパゴスから反逆を促されたキュロスは元々メディア人の支配を快く思ってなかったペルシア人の支持を得て反乱に踏み切った。メディア軍の多くが戦闘中に寝返り、キュロス率いるペルシア軍はメディア軍を大いに破った。2度の戦いの後、アステュアゲスは捕らえられメディア王国は滅亡した。キュロスはその後、全アジアを征服した（ハカーマニシュ朝/アケメネス朝）。
この物語に反し、バビロニアの記録はキュロスがメディア王アステュアゲスの孫であるとは述べておらず、またキュロスがメディア王の臣下であったともしていない。キュロスは単に「アンシャン（アンザン）の王」と呼ばれており、アステュアゲスはイシュトゥメグ（Ištumegu）と言う名前で「ウンマン＝マンダ（Umman-manda、メディア）の王」と呼ばれている。メディア軍が「アンシャンの王」キュロスと戦ったことは、新バビロニアの王ナボニドゥスの年代記（B.M.353782）にも記述があり、それによればナボニドゥス治世6年にメディア王アステュアゲス（イシュトゥメグ）が軍を招集しアンシャンに向けて行軍したが、軍隊が反乱を起こしてアステュアゲスを捕らえキュロスに引き渡した。その後キュロスはアガムタヌ（Agamtanu、エクバタナ）まで進み、銀、金、その他の戦利品を獲得したという。キュロスの出生にまつわるヘロドトスの情報を確かめる術はないが、バビロニアの年代記の記録とヘロドトスの記録はその経過について概ね整合的である。アンシャンの王キュロスは、いわゆるハカーマニシュ朝（アケメネス朝）の建国者とされるキュロス2世（クル2世）にあたる。彼がメディア王国を征服したのは前550年のことと見られ、メディアの旧領土はハカーマニシュ朝の支配に組み込まれた。この王朝はペルシア帝国とも呼ばれる。
独立したメディアの歴史叙述は通常ここで終了するが、しかしメディア王国の枠組み自体が完全に解体されたわけではないと考えられる。メディアはハカーマニシュ朝において特権的地位を維持し、メディアの首都エクバタナはハカーマニシュ朝の夏宮が置かれ、この州はペルシアに次ぐ第二の地位を占めていた。さらにハカーマニシュ朝がバビロニアを征服した際、その地に赴任した総督は、ナボニドゥスの年代記でグティ人と呼ばれていることからメディア人であった可能性があり、その他のバビロニアの文書からも、数多くのメディア人がハカーマニシュ朝の重要な官吏、将軍、王宮の兵士として仕えていたことがわかる。ギリシア人やユダヤ人、エジプト人たちはしばしばハカーマニシュ朝の支配をメディアの支配の継続とみなし、ペルシア人を「メディア人」とも呼んだ。こうして、メディア人はハカーマニシュ朝の歴史に大きな影響を残しつつ、ペルシア人と同化していった。

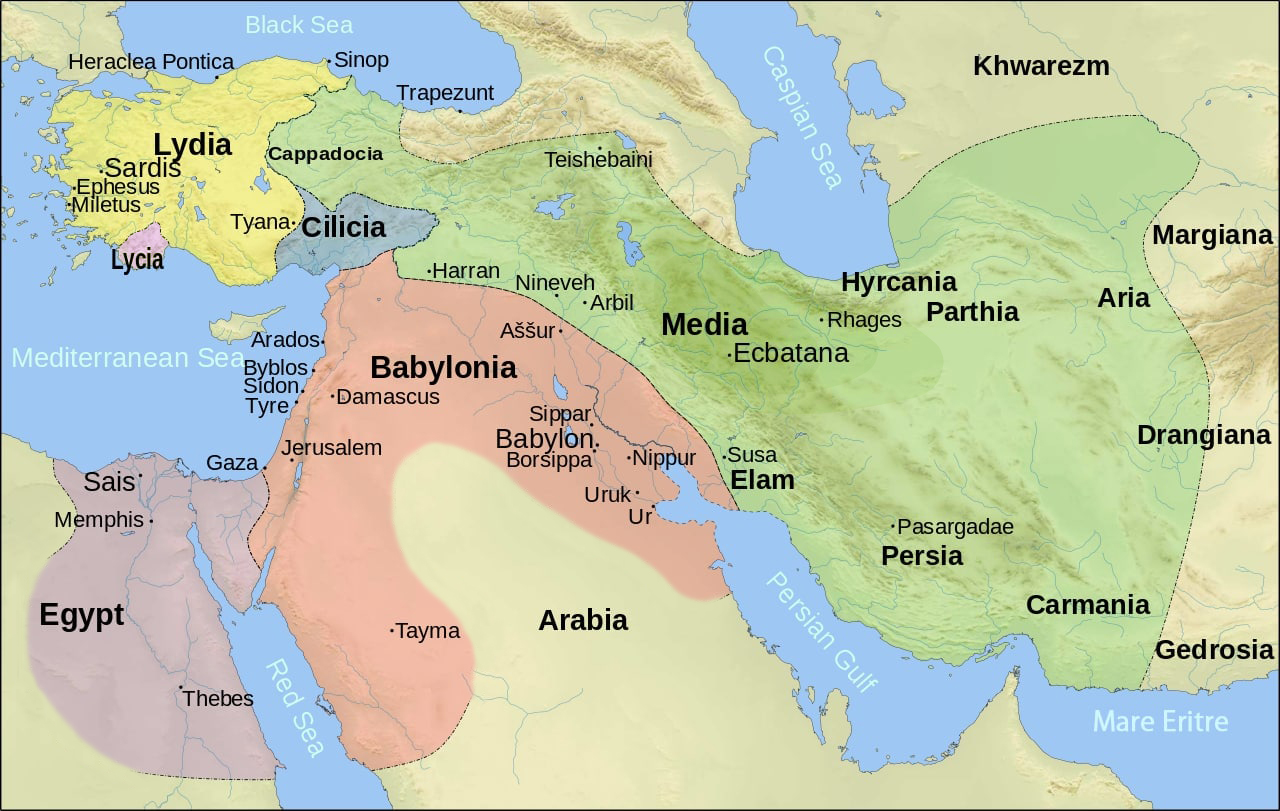
Mare Erithrean. Medes

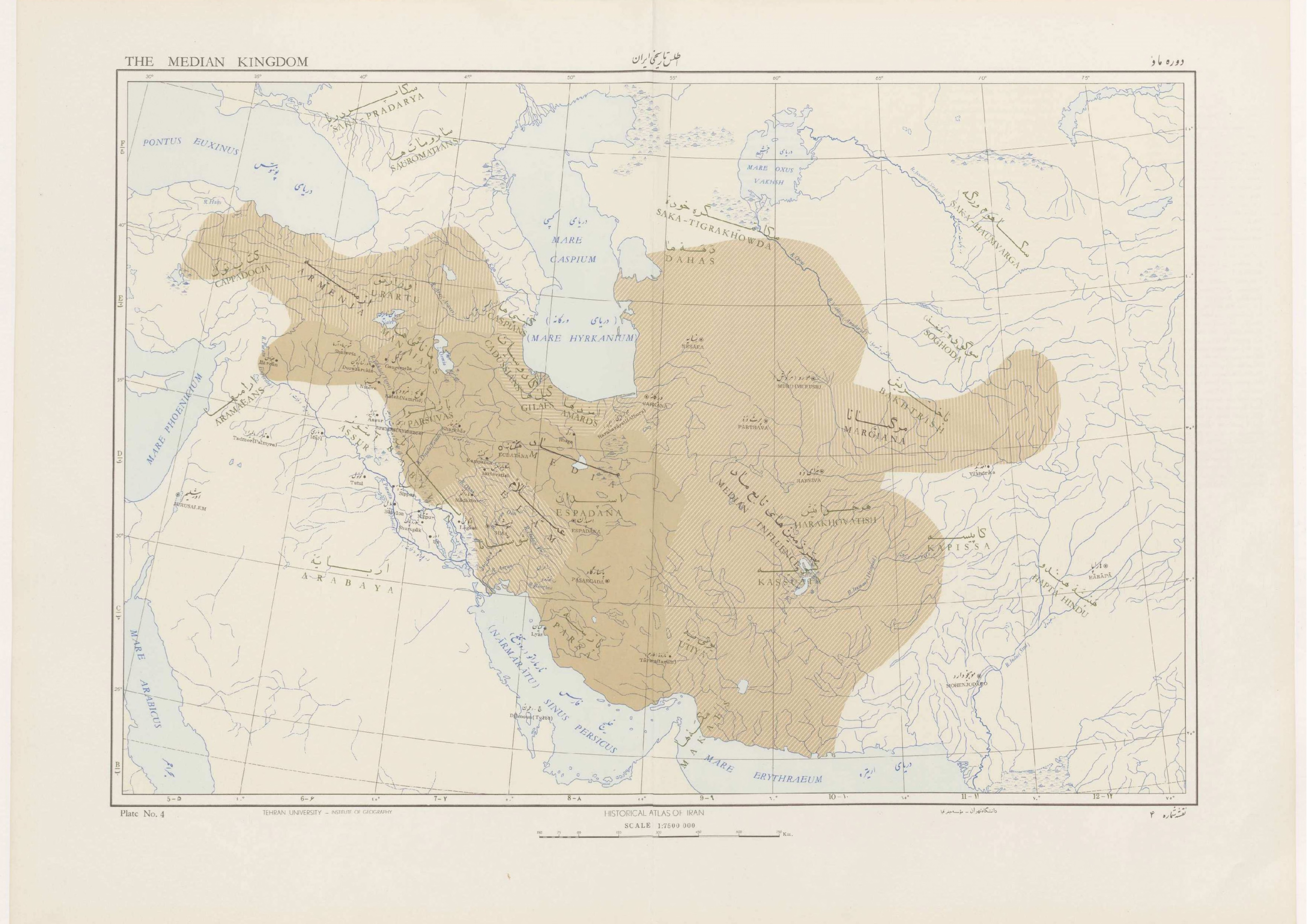
Historical Atlas of Iran -Medes

## メディア「王国」の実在性の問題
「メディア人」の部族、またそれらを束ねる首長らが存在したことはアッシリアやバビロニアの史料から明瞭であるが、近年ではハカーマニシュ朝の前身としてのメディア「王国」の存在については懐疑的な見解が有力である。これは、デイオケスによって建国されイラン高原およびその東西の広大な範囲を支配した統一国家メディア「王国」はヘロドトスをはじめとした古代ギリシア人の著作家の記録にのみ登場し、非ギリシア史料や考古資料にその痕跡が一切存在しないことによる。実際、アッシリアの記録に登場するメディア人たちは要塞化された居住地を束ねる複数の首長らからなり、統一的な王の存在は同時代史料からは全く見出されない。これらのことから、メディア王国とは古代ギリシア人の想像の産物に過ぎず、その実態はイラン系遊牧民の部族連合のようなものであったとする見解もある。
この見解がどの程度の妥当性を持つかは議論があるが、メディア「王国」の史実性・実在性について証明可能な史料は存在しない。そのため、ハカーマニシュ朝の前史として描かれ、その制度と領土がハカーマニシュ朝に引き継がれ大きな影響を与えたとされるメディア「王国」についての一般的な説明は見直しを迫られている。

## 部族
ギリシアの歴史家ヘロドトスはデイオケスが統一したメディア人には複数の部族があるということを記録に残している。そして具体的に以下の6つの部族を挙げている。
- ブサイ (Busae)
- パレタケノイ (Paraetaceni)
- ストルカテス (Strukhat)
- アリザントイ (Arizanti)
- ブディオイ (Budii)
- マゴイ(Magoi)

しかしこれらの部族の大部分について、アッカド語史料との対応を証明することは不可能である。アリザントイは「東のアリビ（Aribi）」と呼ばれる遊牧民に相当するかもしれない。パレタケノイはアッシリアの史料にパルタッカ（Partakka）、パリタカ（Paritaka）、パリタカーヌ（Paritakānu）という名前で前7世紀から言及されるようになっている。メディアの諸部族の中でアリザントイ（Arizanti、*arya-zantu、「アーリヤ人の血統に連なる」）だけが明確なイラン系言語の名称を持っているが、現代の学者はメディアの諸部族についてほとんど何の情報も持ち合わせていない。それぞれの部族がどの地方に居住していたのかも多くの場合不明である。パレタケノイは明らかに現在のイスファハーン近郊のあたりに暮らし、アリザントイはメディアの砂漠地帯（現在のカーシャーン南東？）で遊牧生活を送っていたと見られる。マゴイは後にイランの祭司階級として確立されるマグ（Magu）と関係があるとされ、メディア人のみならずペルシア人のためにも祭司を務めたとされる。この語はラテン語形のマグス（Magus）の複数形マギ（Magi）という名称で現代でも良く知られている。

## 言語
メディア人たちが話した言語はメディア語と呼ばれ、インド・ヨーロッパ語族・インド・イラン語派に分類されている。メディア語はその中でも西イラン語の西北イラン語に分類される。メディア語で書かれた文書は一切存在しないため、この言語について知られていることは極わずかであるが、ローマ帝国時代のギリシア人地理学者ストラボンは、メディア語がサカ・スキタイ語および古代ペルシア語と良く似ていたことを証言している。
史料が極僅かとは言え、メディア語と呼ぶことが可能な言語が実際に存在したことはヘロドトスの記録や古代ペルシア語に見られるメディア語からの借用語の存在によって疑いない。ハカーマニシュ朝期に作られた古代ペルシア語の碑文では特に行政・司法・軍事に関わる用語にメディア語形を取る用語が散見される。日本の学者伊藤義教によればメディア語から古代ペルシア語への借用語と予想される用語には具体的に以下のようなものが挙げられる。
- Xšaθrapā-：フシャスラパー、クシャスラパー。「王国を守る者」、「知事」「総督」の意。古代ペルシア語形ではXšassapāvan-という形を取る。ギリシア語にはsatrapēs（サトラペス）という形で借用され、それが転訛したサトラップという用語は現代でも使用される。他にエクサトラペス、サドラパスなどの形でも借用されている。アッカド語ではアクシャダラパンヌ、サンスクリットではクシャトラパ、チャトラパという形で借用されているが、これらは全てメディア語形から借用されている[69]。
- *paridaiza-：パリダイザ、原義は「まわりに（pari-）積み上げたもの（daiza-）をもつもの」であり、転じて周壁を備えた遊園を指すようになった。ハカーマニシュ朝におけるこの施設は非常に有名であり、ギリシア語parádaisosを経て英語のparadise（パラダイス、楽園）の語源ともなった。古代ペルシア語形ではparidaida-（パリダイダ）となる[70]。
- xšāyaθiya-：フシャーヤシヤ、クシャーヤシヤ。「王」の意。古代ペルシア語形ではxšāyašiya-となると伊藤は予測している[70]。
- pati-zbay-：「布告する」[70]
- ganza-bara-：「財務官」[71]
- zūra-kara-：「行詐者」[71]
- spāda：「軍隊」[71]

このような行政・司法・軍事に関わるメディア語の用語が多数古代ペルシア語に借用されていることは、ハカーマニシュ朝がメディア王国の国家機構から大きな影響を受けた、あるいはそれを引き継いでいたことを示唆するであろう。
その他人名や地名、上に述べたような行政用語や宗教と関わる固有名詞の情報が残されているが、普通名詞は極僅かしか残されていない。以下に提示した単語は黒柳恒男が著書の中で例示したものに依る。
- spaka：「イヌ」
- tigris：「矢」
- tetaros：「キジ」

## 考古学
インド・ヨーロッパ語を話す人々（イラン人）の居住は前2千年紀には確立していたと推定され、その中にはペルシア人と共にメディア人もいたであろう。しかし、メディア人を含むイラン人の存在を考古学的に識別する手段は見出されておらず、前9世紀にアッシリア人による記録が現れるまでイラン人の定着の過程を具体的に描き出すことはできない。文書史料に登場するようになった後、メディア王国が統合されたとされる時代に入ってからでさえも、特定の遺跡をメディア王国と確実に結びつけることができない。基本的に鉄器時代3期（the Iron III period、前800年頃-前550年頃）のイラン西部におけるメディアの物質文化の痕跡はメディアの首都エクバタナ（ハマダーン）の周辺に集中するはずである。
この時代についてのイラン西部における考古学的調査は1960年代に入ってから始まった。メディアの痕跡探しは「メディアの三角形（Median triangle）」に集中して実施されている。この三角地帯はハマダーン、マラーイェル（ハマダーン州）、カンガーヴァル（ケルマーンシャー州）を結ぶ線に区切られた地域として定義されている。
エクバタナ（ハマダーン）そのものへのメディア人の定住に関してはほとんどわかっていない。
1965年からのT・C・ヤング・ジュニア（T. C. Young, Jr）による発掘でカンガーヴァルの13キロメートル東にあるゴディーン・テペ（Godīn Tepe）では青銅器時代の居住の後、500年程の間隔をあけて鉄器時代3期の始まり頃に再定住が行われたことがわかっている。ここでは1つの建物の一部であると推定される一連の記念碑的な泥レンガ製の建造物が発見されており、地元の支配者の建造物と見られる。北東端には向かい合う6つの納戸からなる建造物が見つかっている。それぞれが恐らくアーチ状の天井を持っていた。

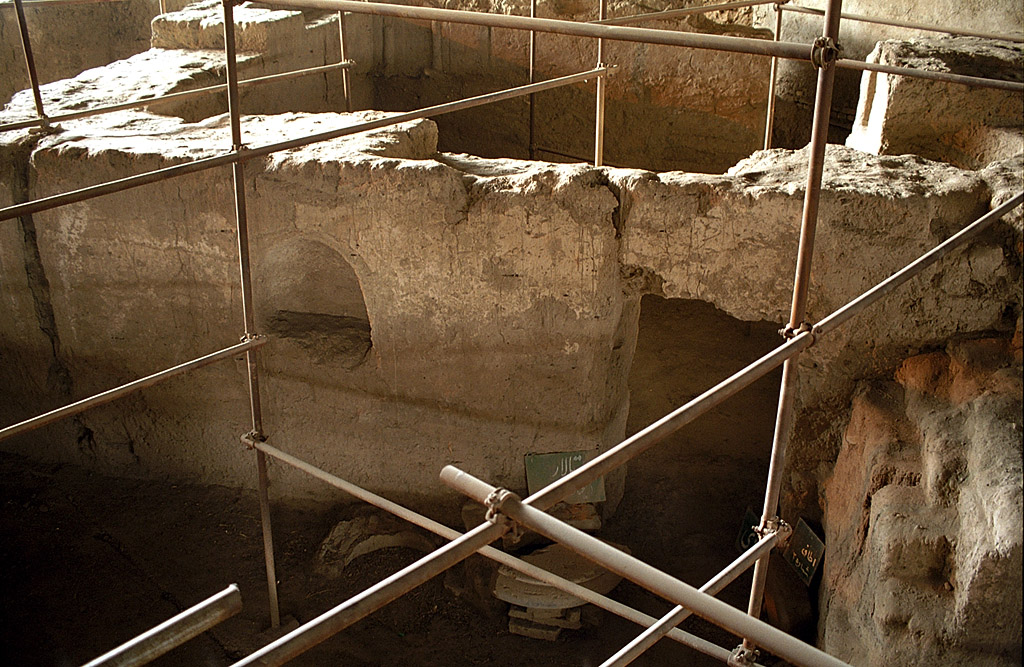
イラン、ハマダーンの古代エクバタナにおける発掘。

マラーイェルの西14キロメートルの地点にはテペ・ヌシ＝イ・ジャン遺跡が見つかっている。これはコンパクトな遺跡であるが、少なくとも部分的には宗教的な役割を果たしていたと見られる。この遺跡には中央神殿（the central temple）、西神殿（the western temple）、砦（the fort）、列柱ホール（the columned hall）と名付けられた4つの主要建造物があり、恐らくこの順番に建設された。この遺跡は前6世紀前半に何者かによって占領されたが、これらの建造物はこの占領が行われる前の者である可能性が高い。この遺跡のメディア時代の層から発見された土器類は前7世紀後半にメディアがハマダーン近辺で勢力を強めた瞬間と関連しているように思われる。またこの遺跡とその周辺では当時の自然環境についての手掛かりも発見されている。マラーイェルの平野ではオオムギ、エンマーコムギ、パンコムギ、エンドウマメ、レンズマメ、ブドウなどの作物が作られており、また豊富な森林が残されていたため狩猟も行われていた。畜産も重要であったと見られ、ヌシ・イ・ジャンでは9種類の動物骨が発見されており、その中で最も一般的なものはヒツジ、ヤギ、ブタ、ウシであった。ウマの飼育もまた既に重要な役割を果たしていた。

## 歴代王
ヘロドトスが伝えるメディアの王は4名であり、同一の家系に属する。
- デイオケス：在位53年間[28]。
- フラオルテス：在位22年間[28]。
- キュアクサレス：在位40年間[36]。
- アステュアゲス：在位35年間[74]。前550年にキュロス2世によって倒される

これら4人の王のうち、アッシリアとバビロニアの楔形文字史料に登場する人物と対応が取れているのはキュアクサレス（古イラン語：ウワフシュトラ / *hUvaxštra、バビロニア語：ウマキシュタル /Umakištar）とアステュアゲス（古イラン語：アルシュティ・ワイガ？ / *Ṛšti-vaiga、バビロニア語：イシュトゥメグ / Ištumegu）の2人である。一応、編年の起点となる前550年からヘロドトスの記載に従って各王の絶対編年を割り出す試みがいくつか存在するが、ヘロドトスの記録をそのまま使用した場合、既に確立されている古代オリエントの政治史と整合が取れないため、それを調整する複数の説が出されている。それぞれの説についてはエンサイクロペディア・イラニカを参照されたい。
デイオケスとフラオルテスについては現在のところ楔形文字史料に登場する人物と対応について確実な説は存在しない。
デイオケスはしばしば前8世紀末にウラルトゥとの戦いについてのアッシリアの記録に登場するダイウック（Daiaukku）という人物と同定され、フランスの学者ロマン・ギルシュマンは「このダイウックこそ、ギリシアの歴史家ヘロドトスがメディア王国の建設者と考えたデイオケスにほかならない」と述べる。しかしヘロドトスの記録にあるデイオケスがメディア人を統一し王国を建設した人物であるのに対し、ダイウックはマンナエの下の地方的な支配者として登場し、前715年にはアッシリア王サルゴン2世に捕らえられて家族もろともシリアへ送られており、ヘロドトスの語る人物像とは一致しない。故にデイオケスとダイウックの同定は、現在のところ明確にそれを証明するような真の根拠はなく、あくまでも仮説に過ぎない。あるいは、デイオケスという人名とダイウックという人名は確かに同一の起源（古イラン語：*Dahyu-ka-？）を持っていたが、ヘロドトスと楔形文字史料に登場するデイオケスとダイウックは同名の別人であるという解釈も可能である。
楔形文字史料において恐らくはメディアに実質的な王国を構築した人物であると想定可能なカシュタリティという王（アッシリア人の記録では市長であるが）についても、編年上の仮説と、後世のベヒストゥン碑文を参考にフラオルテスと同一人物であるとする説がある。前6世紀にハカーマニシュ朝の王ダーラヤワウ1世（ダレイオス1世）が残したベヒストゥン碑文には、メディアにおける反乱への言及があり、次のような一節がある。
王ダーラヤワウは告げる、フラワルティ（フラオルテス）というひとりのマーダ（メディア）人 ― かれがマーダに擡頭した。かれは民にこう宣言した「余はウワフシュトラ（キュアクサレス）の一門のもの、フシャスリタである」と。すると、王宮にいたマーダ（メディア）の軍 ― それは余から離反しそのフラワルティになびいた。かれはマーダ（メディア）の王となった。—ベヒストゥン碑文
アメリカの学者、ジョージ・G・キャメロン（George G. Cameron）はこの記述を参考に、「カシュタリティ＝フシャスリタ」はキュアクサレスの父親であるフラオルテスの即位名であるという結論を出した。ディアコノフもベヒストゥン碑文を参照し、ヘロドトスの記録は彼への情報提供者の記憶に由来する誤りであるとして次のように述べている。
ヘロドトスによって言及されているメディア王「フラオルテス」はイラン語のフラワルティ（*Frawarti-）のギリシア語転訛形である。ダレイオス1世のベヒストゥン碑文ではメディアの僭称者は自分自身の名をキュアクサレス一門のフシャスリタ（Xšaθrita）としている。キュアクサレスを創設者とする王朝の王名（または綽名）にフラオルテス＝フラワルティが含まれていれば、これは王家の伝統的な名前であるはずで、この僭称者は自分の名前を変更する必要はなかったであろう。明らかにメディア王の系譜の中にフラワルティ（フラオルテス）という王はおらず、しかしフシャスリタという王はいた。ペルシアの僭称者がバルディヤの名を騙り、バビロニアの僭称者がネブカドネザルという名前（両者ともかつての王の名前）を名乗ったようにメディアの僭称者はフシャスリタの名を名乗った。ヘロドトスへの情報提供者の記憶の中では、フラワルティ（フラオルテス）とフシャスリタという名前は密接に結びついていたと思われ、そのために情報提供者は彼らを混同し、（ヘロドトスに対する）話の中でフシャスリタという王がフラワルティ（フラオルテス）に入れ替わったのであろう。—Igor Mikhailovich Diakonoff、Media、The Cambridge History of Iran Vol.2
しかしこれらのような見解には異論もあり、否定的な意見が根強い。フラワルティが自身の即位名としてフシャスリタを採用した理由も明らかにはなっていない。

### クテシアスの記録
ハカーマニシュ朝に仕えたギリシア人クテシアスもまた、メディアの王統譜を伝えている。彼の著作『ペルシア史』は散逸して現存していないが、部分的に残された引用・抜粋などによってその内容が知られている。クテシアスによればメディアはアッシリアが滅亡した後、アジアを支配した。アッシリア最後の王サルダナパロス（アッシュルバニパル）を滅ぼしたアルバケスを含め、彼が記録している7人のメディア王は以下の通りである。
- アルバケス：在位28年間[80]。
- マウダケス：在位50年間[80]。
- ソサルモス：在位30年間[80]。
- アルテュカス：在位50年間[80]。
- アルビアネス：在位22年間[80]。
- アルタイオス（アスティパラス[注釈 14]）：在位40年間[80]。
- アスパンダス（アステュイガス、アステュアゲス）[82]。

クテシアスの記録は物語の詳細も含めヘロドトスの記述と大きく矛盾し、最後の王アステュアゲスについての情報も異なる（ヘロドトスは彼をキュロス2世の母方の祖父とするが、クテシアスは血縁は無いとする）。また、サルダナパロス（アッシュルバニパル）がアッシリアの最後の王であるという物語は現在のアッシリア学の知見において事実ではない（アッシュルバニパルの記事を参照）。一般的にメディアの王統を再構築する際にはヘロドトスのそれが参照される（例えば、エンサイクロペディア・イラニカ等）。

## 系図
|  |  | デイオケス     |                |                |                |                |                |          |          |                        |              |              |              |                              |                              |                              |                              |                              |                              |  |  |  |  |
|  |  |                |                |                |                |                |                |          |          |                        |              |              |              |                              |                              |                              |                              |                              |                              |  |  |  |  |
|  |  | フラオルテス   |                |                |                |                |                |          |          |                        |              |              |              |                              |                              |                              |                              |                              |                              |  |  |  |  |
|  |  |                |                |                |                |                |                |          |          |                        |              |              |              |                              |                              |                              |                              |                              |                              |  |  |  |  |
|  |  | キュアクサレス |                |                |                |                |                |          |          |                        |              |              |              |                              |                              |                              |                              |                              |                              |  |  |  |  |
|  |  |                |                |                |                |                |                |          |          |                        |              |              |              |                              |                              |                              |                              |                              |                              |  |  |  |  |
|  |  | アステュアゲス | アステュアゲス | アステュアゲス | アステュアゲス | アステュアゲス | アステュアゲス |          |          | アリュエニス           | アリュエニス | アリュエニス | アリュエニス | アリュエニス                 | アリュエニス                 |                              |                              |                              |                              |  |  |  |  |
|  |  | アステュアゲス | アステュアゲス | アステュアゲス | アステュアゲス | アステュアゲス | アステュアゲス |          |          | アリュエニス           | アリュエニス | アリュエニス | アリュエニス | アリュエニス                 | アリュエニス                 |                              |                              |                              |                              |  |  |  |  |
|  |  |                |                |                |                |                |                |          |          |                        |              |              |              |                              |                              |                              |                              |                              |                              |  |  |  |  |
|  |  |                |                |                |                | マンダネ       | マンダネ       | マンダネ | マンダネ | マンダネ               | マンダネ     |              |              | カンビュセス1世 アンシャン王 | カンビュセス1世 アンシャン王 | カンビュセス1世 アンシャン王 | カンビュセス1世 アンシャン王 | カンビュセス1世 アンシャン王 | カンビュセス1世 アンシャン王 |  |  |  |  |
|  |  |                |                |                |                | マンダネ       | マンダネ       | マンダネ | マンダネ | マンダネ               | マンダネ     |              |              | カンビュセス1世 アンシャン王 | カンビュセス1世 アンシャン王 | カンビュセス1世 アンシャン王 | カンビュセス1世 アンシャン王 | カンビュセス1世 アンシャン王 | カンビュセス1世 アンシャン王 |  |  |  |  |
|  |  |                |                |                |                |                |                |          |          |                        |              |              |              |                              |                              |                              |                              |                              |                              |  |  |  |  |
|  |  |                |                |                |                |                |                |          |          | キュロス2世 ペルシア王 |              |              |              |                              |                              |                              |                              |                              |                              |  |  |  |  |
|  |  |                |                |                |                |                |                |          |          |                        |              |              |              |                              |                              |                              |                              |                              |                              |  |  |  |  |
|  |  |                |                |                |                |                |                |          |          | アケメネス朝           |              |              |              |                              |                              |                              |                              |                              |                              |  |  |  |  |